# Nätstrumpor

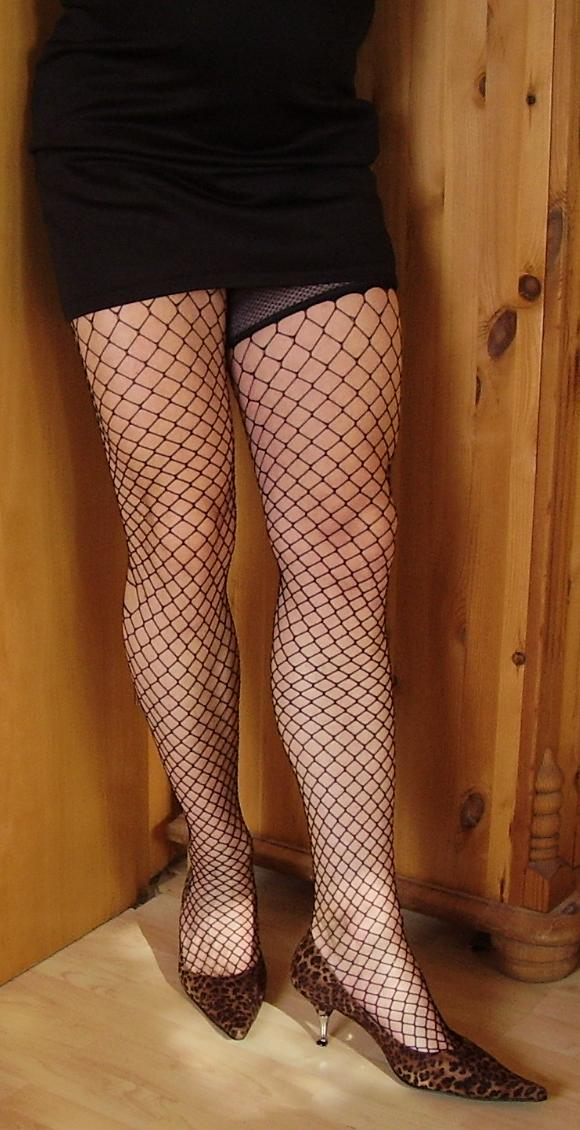
Nätstrumpor

Nätstrumpor (eng. fishnet stockings) är en typ av damstrumpor, som är designade att likna ett nät. De tillverkas vanligtvis av nylon eller lycra och bärs ofta tillsammans med strumpebandshållare, men finns även som stay-ups och strumpbyxor. 